# Lour (Zumalai)
Lour ist ein osttimoresischer Suco im Verwaltungsamt Zumalai (Gemeinde Cova Lima).

## Geographie
Vor der Gebietsreform 2015 hatte Lour eine Fläche von 25,85 km². Nun sind es 40,93 km². Der Suco liegt im Nordosten des Verwaltungsamts Zumalai. Nordwestlich liegt der Suco Mape. Jenseits des Flusses Fatoro liegen westlich der Suco Fatuleto und südwestlich der Suco Zulo. Der Fatoro mündet an der Südspitze des Sucos Lour in den Mola, dem Grenzfluss zum Verwaltungsamt und Gemeinde Ainaro mit seinen Sucos Cassa und Mau-Nuno. Die einzige größere, zusammenhängende Siedlung im Suco ist Salasa (Lour Salasa). Sie liegt nah dem Zusammenfluss der Flüsse Mola und Fatoro. Der Ort verfügt über eine Grundschule, die Escola Primaria Lour. Zeitweise ist der Suco schlecht zu erreichen. Für die Parlamentswahlen in Osttimor 2007 mussten die Wahlurnen zum Wahllokal in der Grundschule per Hubschrauber hingebracht und wieder abgeholt werden.
Im Suco befinden sich die sieben Aldeias Lae Gatal, Pelet, Ritiluli, Salasa, Somo Kanua, Tilis und Uluc Lolo.

## Einwohner
Im Suco leben 2.512 Einwohner (2015), davon sind 1.320 Männer und 1.192 Frauen. Im Suco gibt es 475 Haushalte. Über 96 % der Einwohner geben Bunak als ihre Muttersprache an. Etwa 4 % sprechen Tetum Prasa.

## Politik
Bei den Wahlen von 2004/2005 wurde Justino Pereira zum Chefe de Suco gewählt. Bei den Wahlen 2009 gewann Justino dos Reis und wurde 2016 in seinem Amt bestätigt.